# 서울반포초등학교
서울반포초등학교(서울盤浦初等學校)는 대한민국 서울특별시 서초구 반포동에 있는 공립 초등학교로, 1974년에 개교하였다.

## 학교 연혁
- 1974년 3월 20일 : 서울반포국민학교 개교
- 1988년 4월 6일 : 병설유치원 개원
- 1996년 3월 1일 : 서울반포초등학교로 개칭
- 2015년 3월 1일 : 제14대 최영주 교장 부임
- 2019년 3월 1일 : 제15대 김유상 교장 부임
- 2023년 3월 1일 : 반포주공아파트 재건축으로 인한 휴교
- 2026년 3월 1일 : 재개교 (예정)

## 참고 자료
- 서울반포초등학교 - 한국교육학술정보원 학교알리미